# DVV Coburg
DVV Coburg (voluit DJK Viktoria VfB Coburg) was een Duitse voetbalclub uit de stad Coburg. De club kwam in 2000 tot stand na een fusie tussen DJK/Viktoria 09 Coburg en VfB 1907 Coburg.

## Geschiedenis
In 1931 werd DJK Coburg opgericht. DJK stond voor Deutsche Jugendkraft. De club was niet bij de reguliere competitie van de Midden-Duitse voetbalbond aangesloten, zoals stadsrivalen VfB en Viktoria, maar speelde in een aparte competitie tegen teams zoals DJK Franken Lichtenfels, DJK Germania Marktzeuln, DJK Thuringia Sonneberg en DJK Mistelfeld. Om economische redenen sloot de club zich bij Germania Coburg aan en speelde zo ook wedstrijden tegen andere clubs. Nadat de NSDAP aan de macht kwam in Duitsland in 1933 werd de club verboden.
Op 1 juli 1951 werd DJK heropgericht. De club speelde in de lagere competities en fuseerde in 1974 met FC Viktoria 1909 en werd zo DJK/Viktoria. De fusieclub deed het op sportief vlak iets beter en schopte het eind jaren tachtig tot in de Bezirksoberliga Oberfranken.
In 2000 fuseerde de club met VfB 1907 Coburg en nam de nieuwe nam DVV Coburg aan. Hoewel VfB in 1907 werd opgericht en Viktoria in 1909 wordt dit laatste jaar als het oprichtingsjaar van de club beschouwd omdat deze club VfB overnam dat in financiële nood zat. In augustus 2011 werd DVV Coburg failliet verklaard. De boedel werd overgenomen door het op 8 september 2011 nieuw opgerichte FC Coburg.